# Rik Mayall
Richard Michael "Rik" Mayall (Harlow, Essex, 7 de Março de 1958 - Londres, 9 de junho de 2014) foi um comediante e ator britânico. É conhecido por sua parceria com Adrian Edmondson e por seu modo de retratar personagens. Ele foi um dos atores pioneiros das cenas de comédia no início de 1980.

## Início
Nasceu em Matching Eye, Essex, filho de Gillian e John Mayall. Quando tinha três anos de idade, Mayall e seus pais mudaram-se para Spa Droitwich, Worcestershire, onde passou o resto de sua infância. Ele estudou drama na Universidade de Manchester, onde conheceu seu futuro parceiro de comédia, Adrian Edmondson, em 1975, e onde ele também conheceu Ben Elton e Lise Mayer, com quem mais tarde iria escrever The Young Ones.

## Carreira

### A comédia alternativaBoom
Mayall ganhou maior reputação por aparecer em "The Comedy Store", com Edmondson, estreando em 1980. A dupla foi, então, agindo e faturando prêmios como "20th Century Coyote". Logo se tornaram uma dupla popular atuando no Comedy Store, Mayall também foi se desenvolvendo em atuar solo usando-se de personagens como "Kevin Turvey" e um estudante poeta chamado "Rick". Isto levou ao sucesso Mayall e Edmondson, juntamente com Comedy Store. Suas aparições eram populares suficiente para justificar um documentário baseado no personagem intitulada Kevin Turvey - A Man Behind The Green Door, difundiram em 1982. No ano anterior, em 1983, ele apareceu em um pequeno papel em An American Werewolf in London. 

### The Young Ones
Ao mesmo tempo em que um projeto de nome The Comic Strip Presents … estava sendo negociado, a BBC teve interesse em uma sitcom escrito por Mayall com a então namorada de Mayer, no mesmo espírito anárquico de Comic Strip. Elton, que estudou em na Universidade de Manchester com Mayall e Edmondson, foi convidada a participar da redação da equipe. A série foi encomendada e a primeira série foi transmitida em 1982, pouco antes da Comic Strip começar. O show da primeira série foi muito bem sucedido, e um segundo foi encomendado em 1984.

### Household Name
Na sequência de The Young Ones, Mayall prosseguiu com os seus trabalhos sobre a Comic Strip. Ele também retornou a atuar, como estrela no Saturday Live - uma adaptação da British American Saturday Night Live - primeiro difundiram em 1985. Ele e Edmondson tinham uma seção regular como "The Dangerous Brothers", que realizavam comédia e acrobacias no palco. 
Em 1985, Mayall estrelou outra de suas criações cômicas. Ele tinha estrelado no último episódio de The Black adicionado em 1983 como "Mad Gerald". A série teve problemas de orçamento e uma segunda temporada não foi até o final, foi acordado que o orçamento seria cortado e Elton iria substituir Rowan Atkinson como co-autor (juntamente com Richard Curtis).
Em 1986, Mayall uniu forças mais uma vez com Planer, Adrian Edmondson e Elton a estrela em Filthy Rich & Catflap como "Richie Rich". Enquanto ele recebeu críticas positivas, opiniões visualizando os valores eram pobres e a série nunca foi repetida na BBC. Nos anos posteriores, lançamento em vídeo, DVD e TV perpetuou a série no Reino Unido. Mayall sugeriu a última série, não porque ele era desconfortável agindo em um projeto escrito por Elton, quando tinham sido co-escritores. 
Nesse ano, Mayall apareceu na série de televisão infantil Jackanory, sobre o qual muitos conhecidos apareciam para ler histórias infantis. Sua fase, anárquico de retratar Roald Dahl's George's Marvellous Medicine revelou uma série das mais memoráveis performances. No entanto, naquele momento, a BBC recebeu denúncias, dos telespectadores alegando histórias e as apresentação podiam ser perigosas e ofensivas". 
Em 1987, Mayall realizou seu primeiro grande projeto solo como o ficcional conservador MP Alan Beresford B'Stard na sitcom The New Statesman da Yorkshire Television, escrito por Laurence Marks e Maurice Gran. O personagem era uma sátira de Tory deputados presentes no Reino Unido, na década de 1980 e início de 1990. O programa decorreu durante quatro séries - incorporando dois especiais da BBC - entre 1987-1994 e foi um sucesso tanto crítico e nas avaliações. 
De igual modo para o seu aparecimento no Jackanory, em 1989, Mayall foi a estrela de uma série de "bit" apresentada na BBC chamou Grim Tales, em que Mayall era o narrador dos Irmãos Grimm do contos de fadas, enquanto marionetas actuou fora das histórias. 
Ele também emprestou sua voz para o vídeo game Playstation no jogo Hogs of War. 

### Bottom
Em 1991, Mayall e Edmondson co-estrelou no West End produção de Samuel Beckett's, no Queen's Theatre. Aqui eles surgiram com a ideia para seu próximo projeto, Bottom. Mayall e Edmondson disseram que Bottom se destinava a ser um primo para atuar no Waiting for Godot. 
Bottom foi encomendada pela BBC e três séries foram mostradas entre 1991-1995. Mayall estrelou como "Richard" Richie "Richard" ao lado de Edmondson's "Eddie Elizabeth Hitler". 
A série ganhou um forte culto seguinte. Em 1993, após a segunda série, Mayall e Edmondson decidiu iniciar uma nova fase e mostrar a versão da série em uma turnê nacional. Bottom foi um sucesso comercial, enchendo grandes espaços. Quatro etapas suplementares de shows foram iniciadas, em 1995, 1997, 2001 e 2003, e todas foram um grande sucesso. A natureza violenta desses shows fizeram tanto Edmondson e Mayall acabar no hospital, em vários pontos. 
A versão cinematográfica, Guest House Paradiso, foi liberado em 1999. Uma quarta séries televisivas também foi escrita, mas não encomendada pela BBC.

### Acidente de moto
Em 9 de abril de 1998, Mayall foi gravemente ferido em um acidente de motocileta junto à sua casa em Devon. Ele ficou em coma por vários dias. Diversas fontes relataram que o comediante foi "gravemente ferido".
Mayall foi internado no hospital Plymouth's de Derriford, onde foi descoberto que havia sofrido dois hematomas e uma fratura no crânio. Durante as seguintes 96 horas, Mayall foi mantido fortemente sedado para evitar circulação que poderiam causar pressão sobre o seu cérebro. Sua cabeça e lesões foram tão graves que a sua família foi alertada que ele poderia vir a morrer ou, eventualmente, sofrer qualquer dano cerebral.  
No quinto dia, os médicos se sentiam seguros para trazer Mayall de volta à consciência. Em sua biografia de 2005, Mayall afirmou que ele "subiu dos mortos". Durante a internação de Mayall's, a Comic Strip Special foi transmitido pela primeira vez na TV. O filme envolve o personagem de Mayall's  sendo atropelado por um carro. Mayall tinha um longo caminho para a recuperação e acreditava que ele estava sendo mantido como refém pelo pessoal do hospital. Após de ser transferido para um hospital privado em Londres, que "escapou" e tomou um táxi para sua casa, mas foi levado de volta ao hospital mais tarde naquele dia depois de ser sedado pelo seu médico. 
Ele também tomou medicação para evitar crises epilépticas até se adaptar, os médicos sentiram que ameaça tinha passado e Mayall parou de tomar a medicação alguns meses mais tarde. Como resultado, ele sofreu uma ou duas crises epilépticas e melhora.

### Recuperação
Em 2000, Mayall apareceu no filme de Jesus Cristo Superstar como Rei Herodes. Em 2002, Mayall estrela com Marcas e Gran, mais uma vez, quando ele estrelou como Professor Adonis Cnut na ITV sitcom Believe Nothing. No entanto, a sitcom não conseguiu repetir o sucesso de The New Statesman e durou apenas uma série. 
Após a 2003, Mayall afirmou que ele e Edmondson retornaria com outra turnê. Pouco tempo depois, no entanto, disse Edmondson para o The Daily Mail que ele não queria trabalhar no Bottom . Isso efetivamente dissolvendo os seus quase 30 anos de parceria. Edmondson alegara que era "demasiado velho" para continuar representando os personagens. Edmonson acrescentou que, desde o acidente com Mayall, ele se tomou mais lento na captação e tinha-se tornado mais difícil trabalhar com ele, assim como citando que, devido a tomar medicação, Mayall havia sido aconselhado a deixar de beber álcool. No entanto, Edmondson disse que eles permanecem amigos. 
Na sondagem de 2005, Mayall foi votado entre os 50 principais intérpretes de comédia de todos os tempos.
Tem sido frequentemente relatado que Mayall foi fundido como o poltergeist Peeves, no primeiro dos filmes de Harry Potter, em 2001. Comentários de Mayall sugerem que o material para o papel foi filmado, mas retirado do filme final por razões desconhecidas. Nada disto atingiu o domínio público até agora. 
Mayall fazia a voz do cachorro Andrex no Reino Unido em comerciais de TV para o papel higiénico Andrex. 
Mayall também fez um anúncio do Essex FM (onde ele fala sobre o lendário BMX BANDIT).

## Vida pessoal
Mayall casou-se com Barbara Robbin, uma maquiadora de artistas da Escócia, em 1985. Eles têm três filhos: Rosie (nasceu 1986), Sidney (nasceu 1988) e Bonnie (nascido 18 de setembro de 1995). 
Mayall casou-se com Robbin em 1981, enquanto filmava A Kick Up The Eighties. Na altura, ele estava em um relacionamento de longo prazo com Lise Mayer. Mayall e Robbin iniciaram um secreto affair, que durou até 1985, quando sua mulher soube que ele tinha outras mulheres, Mayall e Robbin imediatamente viajaram para Barbados. Mayer mais tarde iria sofrer um aborto natural. Mayall sustenta que, apesar de uma longa feud, ele Mayer e agora são amigos. 

## Morte
Morreu em 9 de Junho de 2014, vítima de ataque cardíaco, ao chegar em sua casa depois de uma corrida matinal.